# Roman I (hospodar mołdawski)

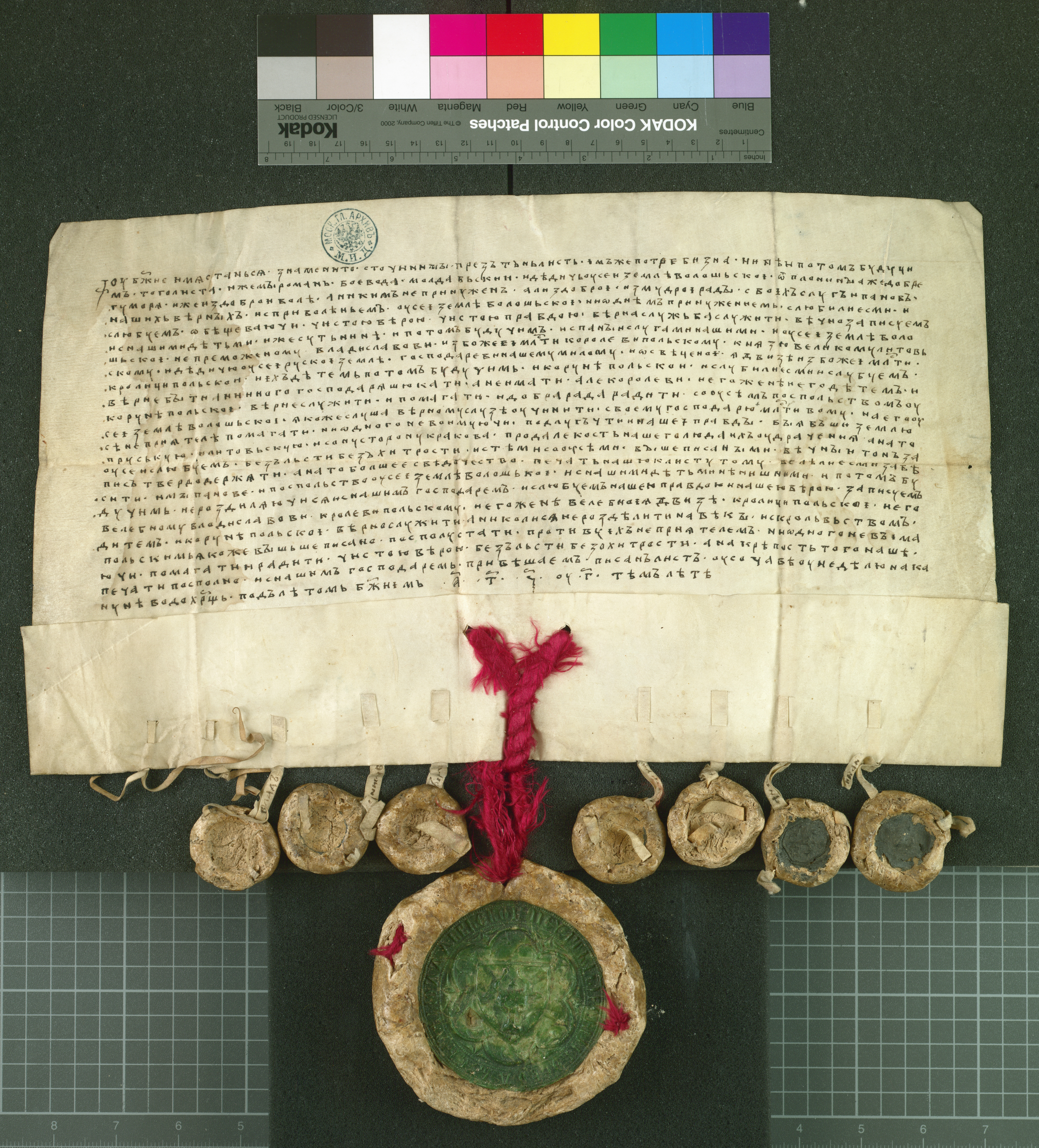
Przysięga wierności Romana I królowi Polski Władysławowi II Jagielle i Jadwidze w 1393 roku

Roman I (zm. 1394) – hospodar Mołdawii w latach 1391–1394.
Jego pochodzenie jest sporne. Zdaniem J. Demela był synem Costei oraz Małgorzaty Muszaty, córki Bogdana I, bratem swego poprzednika Piotra I (podobnie uważa D. Musialik). Zdaniem J. Tęgowskiego był synem Stefana Bogdanowicza (syna Bogdana I) i Małgorzaty Muszaty (która wówczas nie mogłaby być córką Bogdana).
Przypuszczalnie poszerzył granice swego władztwa na południu, być może sięgając nawet Morza Czarnego. W 1393 wystawił dokument poddańczy wobec króla polskiego, jednak wkrótce potem jego stosunki z Polską się zaogniły. Podczas sporu o Podole Roman poparł kandydata Zygmunta Luksemburskiego, spróbował też przyłączyć do Mołdawii Pokucie argumentując to brakiem zwrotu przez króla polskiego pożyczki udzielonej pod jego zastaw. W efekcie niepowodzeń w tych działaniach w 1394 został pozbawiony władzy przez bojarów.
Żoną Romana I była Anastazja. Przypuszcza się, że mogła być ona córką hospodara Latco. C. Cihodaru, rumuński historyk, wysunął hipotezę, że była córką hospodara wołoskiego Mikołaja Aleksandra. Z tym poglądem polemizował J. Tęgowski. Synami Romana I byli hospodar Aleksander Dobry oraz Bogdan (przez pewien czas koregent Aleksandra).